# Лакатхеви
Лакатхеви (груз. ლაკათხევი) — село в Грузии, в муниципалитете Душети края Мцхета-Мтианети. 

## География
Село расположено в северной части края, в 62 километрах по прямой к северо-западу от центра муниципалитета Душети. Высота центра — 1800 метров над уровнем моря.

## Население
По данным переписи населения 2014 года, в селе проживало 13 человек.
| Год  | Население | Мужчины | Женщины |
| ---- | --------- | ------- | ------- |
| 1926 | 138       | 63      | 75      |
| 2002 | 22        | 13      | 9       |
| 2014 | 13        | 7       | 6       |